# Henk Savelberg
Henk Savelberg (Mechelen, 11 juli 1953) is een Nederlandse meesterkok, die in vijf verschillende restaurants een Michelinster haalde, vier maal in Nederland en een vijfde maal in Thailand.

## Biografie
Henk Savelberg komt uit een mijnwerkersgezin van vijf kinderen. Op jonge leeftijd verloor hij zijn moeder, zodat hij voornamelijk werd opgevoed door zijn vader en zijn zuster. Hij ging naar de hotelschool in Sittard. Toen hij 17 was, meldde hij zich aan bij de mariniers. Tijdens een oefening in Noorwegen kreeg hij enkele bevroren tenen, waardoor hij de dienst moest verlaten. Hij was toen twintig jaar en ging in de horeca werken: bij Le Bon Ton in Scheveningen, bij Nostalgia in de Javastraat (Den Haag) en bij La Grande Bouffe in de Maziestraat (eveneens Den Haag). Hij liep ook stages in Frankrijk en daar ontdekte hij de nouvelle cuisine.

### De Graaf van het Hoogeveen  (Noordwijk)
Hij ging als kok in Noordwijk werken bij De Graaf van het Hoogeveen, waar hij voor de eerste keer een Michelinster behaalde. 
'

### Seinpost  (Scheveningen)
Savelberg werd daarna chef-kok in restaurant Seinpost in Scheveningen, waar hij ook grootaandeelhouder was. Daar behaalde hij in 1987 voor de tweede keer een Michelinster. 

### Vreugd & Rust (Voorburg)
Na een uitgebreide restauratie opende hij in 1989 restaurant-hotel Vreugd & Rust op het gelijknamige landgoed in Voorburg. Hier kreeg hij in 1990 voor de derde keer een Michelinster. Na onenigheid met mede-aandeelhouders, vertrok hij in 1993 uit Vreugd en Rust. Hij vond een nieuwe uitdaging aan de Rustenburgerweg.

### Savelberg (Voorburg)
In 1995 keerde hij terug naar Vreugd & Rust, kocht de exploitatie en gaf het restaurant-hotel zijn eigen naam. In 1997 kocht hij ook het pand en vijf maanden later kreeg hij wederom een Michelinster. In 1997 sloeg Gildemeester Cas Spijkers hem tot meesterkok. Hij verkocht het restaurant eind 2014.

### Savelberg (Bangkok)
Savelberg vertrok eind 2014 naar Bangkok (Thailand) om daar een nieuw restaurant te openen. In 2018 verkreeg dit restaurant in de eerste Thaise Michelingids al meteen een ster.

## Waardering
- Michelinster: 1982 (De Graaf van het Hoogeveen), 1985 (Seinpost), 1990 (Vreugd & Rust), 1998 (Savelberg)
- Wedgwood Fine Dining Award: 1985 (Seinpost), (Vreugd & Rust) en 1997 (Savelberg)
- Fred Breugeling-penning: 1986
- Wine Spectator Grand Award: 1995, 1996, 1997, 1998

## Trivia
- CD album Luisterrijk eten & Dubbel genieten (april 1997) in samenwerking met Chris Hinze en de topkoks Robert Kranenborg, Paul Fagel, Jon Sistermans, Henk Savelberg en Ton Fagel.[3]